# Jesús González Pérez
Jesús González Pérez (Peñaranda de Bracamonte, província de Salamanca, 17 de setembre de 1924 - gener de 2019) fou un jurista espanyo especialitzat en Dret processal i administratiu i fundador de l'editorial Civitas. Va ser registrador de la propietat i acadèmic membre de la Reial Acadèmia de Jurisprudència i de la Reial Acadèmia de Ciències Morals i Polítiques i de la Reial Acadèmia de Ciències Morals i Polítiques.

## Biografia
Fundador de la signatura d'advocats JGP, es doctorà en Dret i en ciències polítiques per la Universitat Complutense de Madrid. En 1945 començà a treballar com a passant per al seu oncle i el 1949 va obtenir per oposició plaça com a registrador de la propietat. Posteriorment ha estat catedràtic de Dret Administratiu a la Universitat de La Laguna. Fou membre de Nombre de l'Institut Iberoamericà de Dret Processal i vocal Permanent de la Comissió General de Codificació i secretari de la Secció de l'Administració Pública.
Ha estat professor honorari a les Universitats llatinoamericanes de Santo Tomás de Aquino de Tucumán (Argentina), de Nuestra Señora del Rosario de Bogotá (Colòmbia), de Paraná (Brasil) i de la Católica de Salta. En 1981 va ingressar a la Reial Acadèmia de Ciències Morals i Polítiques.
Va ser un dels fundadors de l'editorial Civitas, que després seria traspassada amb el mateix nom a la multinacional Thomson Reuters. És autor de nombroses publicacions destacant el seu “Derecho procesal administrativo”, els seus “Comentarios a la Ley de la Jurisdicción contencioso-administrativa”, i el seu “Derecho procesal constitucional”. També va ser autor de molts altres estudis, articles, pròlegs i comentaris de jurisprudència.
En 2013 fou inaugurat un passeig a Peñaranda de Bracamonte amb el seu nom.

## Obres
- El recurso administrativo contra las calificaciones negativas magistrales Madrid : Colegio de Registradores de la Propiedad y Mercantiles de España, 2006. ISBN 84-96347-66-4
- Corrupción, ética y moral en las administraciones públicas Cizur Menor (Navarra) : Civitas, 2006. ISBN 84-470-2635-3
- Código de la justicia administrativa: jurisprudencia del Tribunal Supremo y Tribunal Constitucional Madrid : Thomson Civitas, 2005. ISBN 84-7398-375-0
- El principio general de la buena fe en el derecho administrativo Madrid : Civitas, 2004. ISBN 84-470-2183-1
- La Responsabilidad Patrimonial de las Administraciones Públicas Editorial Aranzadi, 1996. ISBN 84-470-2172-6
- Manual de Procedimiento Administrativo Editorial Aranzadi, 2000. ISBN 84-470-1727-3
- Derecho de reunión y manifestación Madrid : Civitas, 2002. ISBN 84-470-1808-3
- Administración pública y moral Madrid : Cívitas, 1995. ISBN 84-470-0555-0
- La degradación del derecho al honor: (honor y libertad de información) Madrid : Civitas, 1993. ISBN 84-470-0153-9
- La reforma de la legislación procesal administrativa Madrid : Cívitas, 1992. ISBN 84-470-0028-1
- Nuevo régimen de las licencias de urbanismo Madrid : Abellá, 1991. ISBN 84-7052-179-9
- La dignidad de la persona Madrid : Civitas, 1986. ISBN 84-7398-440-4
- Régimen jurídico de la Administración local Madrid : El Consultor de los Ayuntamientos y juzgados,, 1985.. ISBN 84-7052-122-5
- El derecho a la tutela jurisdiccional Madrid : Civitas, 1984. ISBN 84-7398-276-2